# Vinagre de arroz

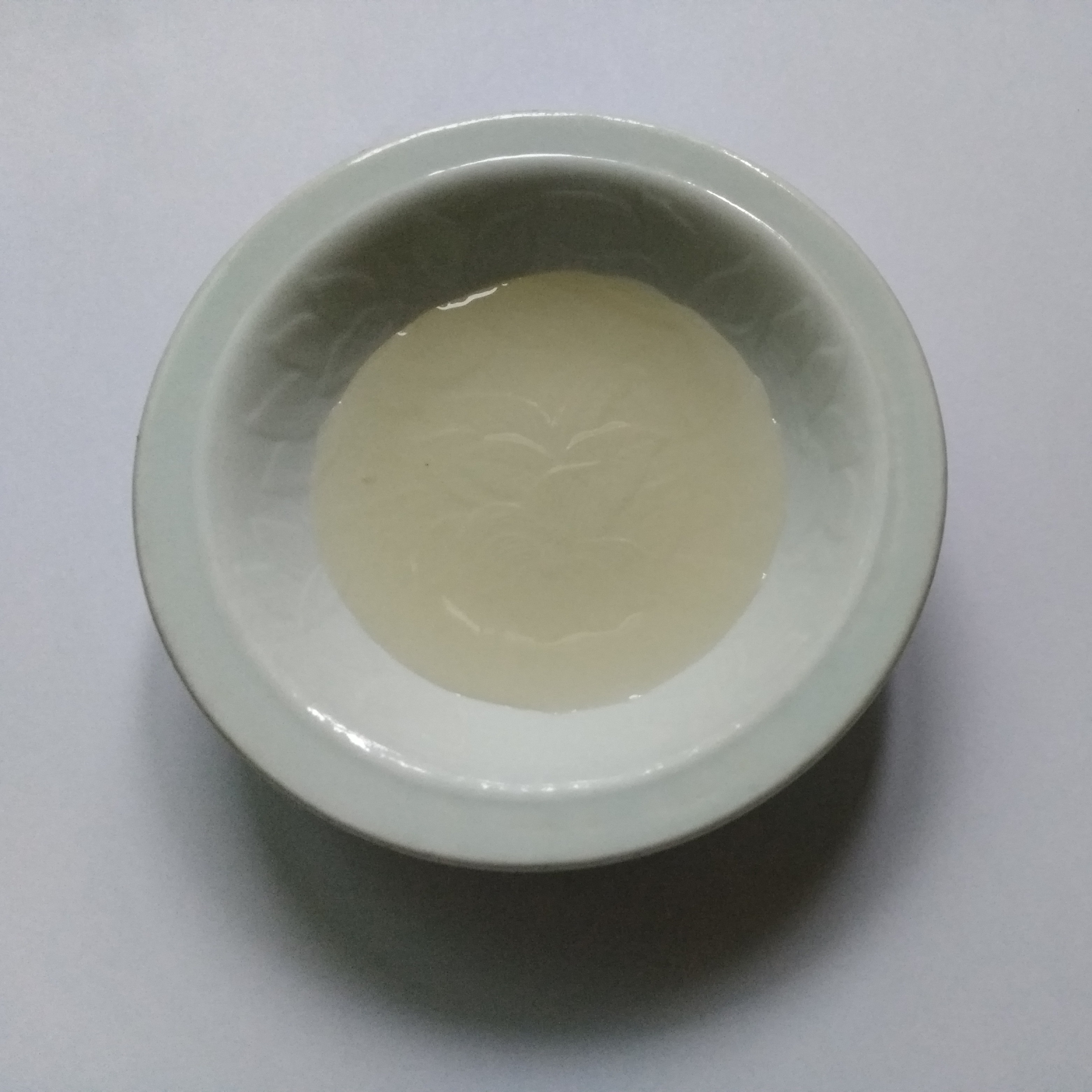
Vinagre de arroz

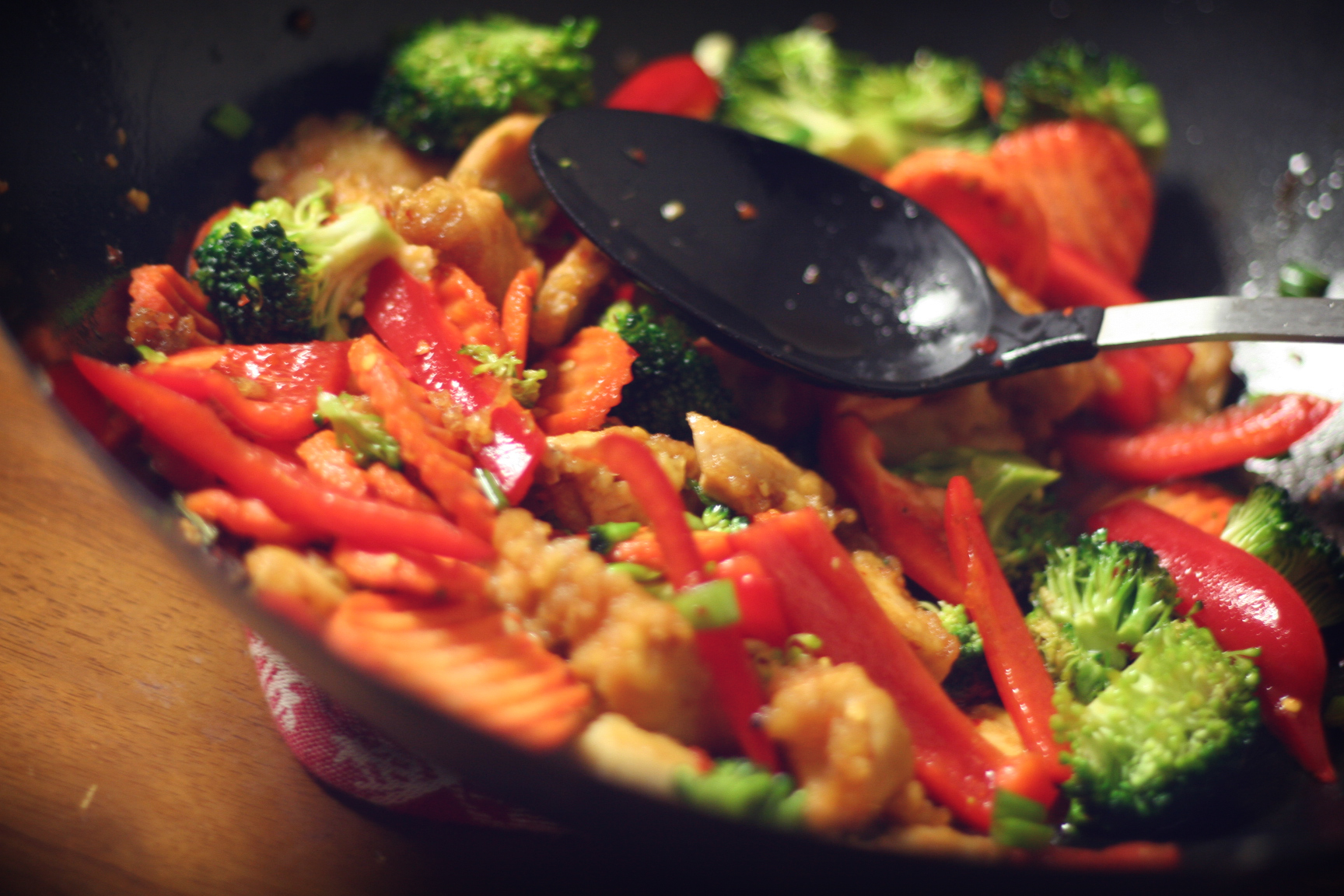
El vinagre de arroz se emplea como condimento de numerosos platos de la cocina asiática.

El Vinagre de arroz es un vinagre suave elaborado a partir del producto de la fermentación del arroz. Su color oscila entre el blanco y el dorado pálido. Es el único vinagre usado en la cocina japonesa, con el que se sazonan numerosos platos como el popular sushi, lo que hace es intervenir en la elaboración del arroz que acompaña al pescado en las diferentes formas de sushi que existen (por ejemplo makizushi: rollitos de arroz con pescado rodeados de alga). Se conserva mucho tiempo en un lugar fresco.  El vinagre de arroz tiene un sabor sutil pero ácido y es más suave que otros tipos de vinagre. 

## Gastronomía de Japón
En japonés a este vinagre se le llama Komezu. Su sabor se asemeja al vinagre blanco, pero es más denso. Como sustituto suele utilizarse vinagre de manzana, que tiene un nivel de acidez similar. Es común a veces, cuando no se dispone de este ingrediente, emplear una cocción de vinagre de manzana y azúcar a partes iguales.